# 镨钕

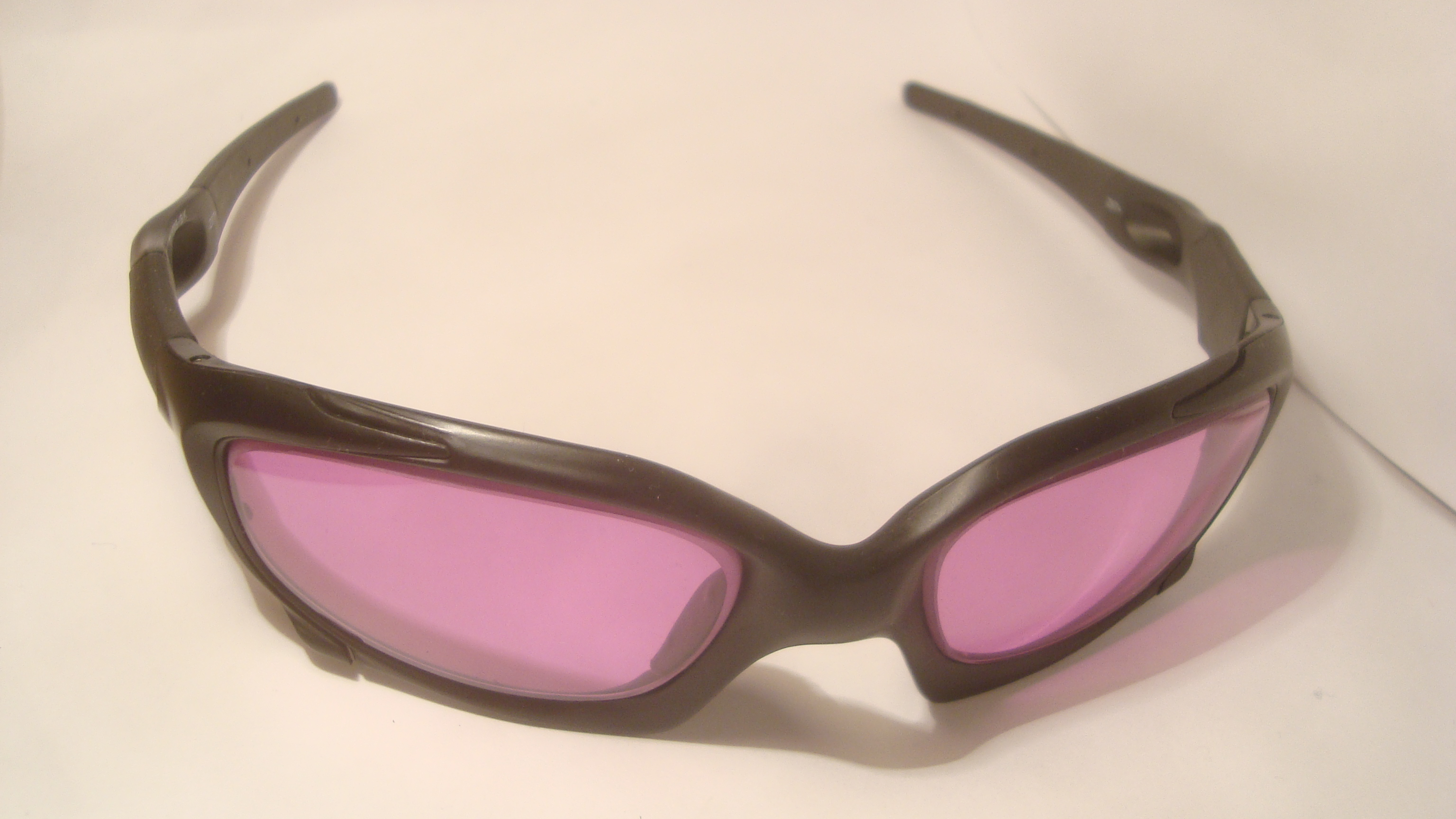
镨钕玻璃制成的护目镜

镨钕（英語：Didymium），又译钕镨、⿰钅笛、迪迪姆，是以镨和钕为主要成分的稀土元素混合物。镨钕于1840年由卡尔·莫桑德尔发现和命名，并被后者误认为单一元素。1885年，卡尔·奥尔·冯·韦尔斯巴赫通过实验证实镨钕非单一元素，而是元素镨和钕的混合物。尽管如此，镨钕这一旧名仍然沿用。镨钕可藉由溶剂萃取法分离出稀土矿料中镧、铈而实现工业生产；因其光学与磁学性质，镨钕在玻璃加工、摄影、材料等行业和领域有一定的应用。

## 研究史

### 发现

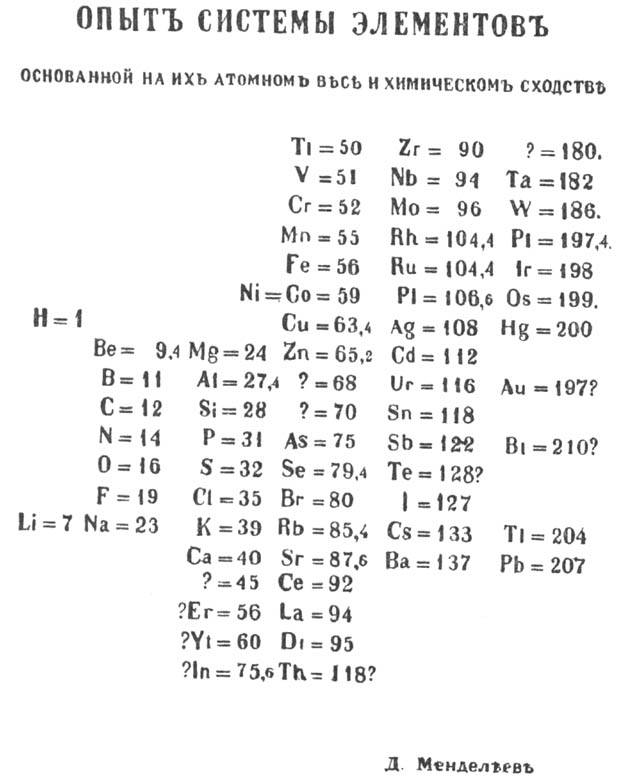
门捷列夫的第一版元素周期表中的“镨钕”元素及其原子量（Di=95）

1803年，约恩斯·贝尔塞柳斯从瑞典巴斯特纳斯的硅铈石中分离出一种后来被称为铈土的新“土族”物质，并发现该种物质可参与氧化还原反应。贝尔塞柳斯预言铈土是某种尚未发现的金属元素的氧化物，并将这种新金属元素命名为铈。1825年，贝尔塞柳斯的学生、同事和挚友卡尔·莫桑德尔依序以二硫化碳和氯单质处理铈土，制得了无水氯化铈；再用金属钾还原得到的无水氯化铈，制得了不纯的铈单质。1826年，莫桑德尔留意到铈土并非纯净物，而是多种金属氧化物的混合物；他尝试将其拆分，但以失败告终。1838年秋，莫桑德尔再度尝试拆分铈土。他猜测真正的铈氧化物碱性可能弱于铈土中其它金属元素氧化物，故以氯水和极稀硝酸处理铈土，成功地从铈土中分离出另一种金属元素的氧化物。1839年2月，莫桑德尔公布了这一发现，将这种新元素命名为镧。
1840年1月，莫桑德尔发现从铈土制备的浅紫色的硫酸镧晶体溶于水得到的溶液，加热后可析出颜色更浅的晶体。重复以上过程对硫酸镧多次重结晶后便可得到一种无色晶体。莫桑德尔认为该种晶体乃纯净的硫酸镧。而重结晶留下的紫红色母液可分离出一种红色晶体；其与碱反应生成蓝紫色的氢氧化物沉淀，后者灼烧至白热后分解为浅灰绿色的粉末状氧化物。莫桑德尔认为该晶体是另一种新“元素”的硫酸盐；他将这种新“元素”记作Lar，意为“红色的镧”。随后，他以希腊语中的“孪生”（希臘語：δίδυμο）一词将该“元素”命名为镨钕（英語：Didymium）——因该元素与“镧”一并存在、一同发现，犹如孪生兄弟一般；并将其元素符号指定为Di。1841年1月，莫桑德尔向贝尔塞柳斯透露了这一发现。1842年7月召开的斯堪的纳维亚科学家大会上，该发现被公之于众。然终其一生，莫桑德尔均未能成功制得纯净的镨钕盐，且始终错误地认为镨钕是单一一种元素。鉴于当时光谱学尚未问世，莫桑德尔犯下该错误亦在所难免。
1848年，讓-夏爾·加利薩·德馬里尼亞测得镨钕的原子量为73.4；该值远低于当时已知其它稀土元素的原子量。这一结果一度动摇了镨钕作为一种稀土元素存在的合理性。1854年，德馬里尼亞重测了镨钕的原子量，结果为96；该结果既与早前赫尔曼·威廉·沃格尔依热重实验结果外推估算得出的镨钕原子量95.84一致，也与当时的理论预期相符。这种一致性被认为在一定程度上推迟了镨钕“元素”“真身”的发现。

### 分离
1859年，罗伯特·威廉·本生与古斯塔夫·基爾霍夫发明了光谱分析技术。该技术的发明为新元素鉴别相关的研究工作提供了一种强有力的非化学手段。另一方面，门捷列夫于1869年提出的元素周期律亦为未知元素相关的研究探索指明了方向。随着新证据逐渐浮出水面，越来越多的化学工作者对“镨钕是单一一种稀土元素”这一结论提出了质疑：
1878年，马克·德拉方丹在研究美国北卡罗莱纳州出土的铌钇矿样品时，发现从铌钇矿制备的镨钕与从铈土制备的镨钕光谱学特征不一致。德拉方丹据此推测镨钕并非纯金属，而是混合物。尔后，保罗·埃米尔·勒科克·德布瓦博德兰对德拉方丹发现的这种异常现象的成因展开了进一步的研究。结果表明，铌钇矿提炼的镨钕样品中含有少量当时未知的杂质元素，而正是这种杂质元素的存在导致了其光谱特征与铈土提炼的镨钕样品光谱特征的不一致性。1879年7月，德布瓦博德兰成功从铌钇矿制备的镨钕样品中分离出了这种元素，并将其命名为钐。然而，德拉方丹关于镨钕本身非纯金属的猜测，却未能为该研究所证实。
为确定镨钕在元素周期表中的位置，门捷列夫的好友博胡斯拉夫·布劳纳对该“元素”开展了研究。研究过程中，布劳纳却发现来自不同矿产的镨钕样品中镨钕“元素”的原子量不一致。1882年，布劳纳指出该现象可能为镨钕中含有新元素所致，并将这种新元素记作γ-镨钕（英語：Di-γ）。同时，早在1874年即开始质疑镨钕非纯元素的佩尔·特奥多尔·克莱韦在光谱分析的指引下，亦于1882年成功从镨钕样品中分离出平均原子量分别为142和146的两种组分，从而得出了相同的结论。1883年，布劳纳试图分离γ-镨钕，但未能成功。
布劳纳的前同事、本生的学生卡尔·奥尔·冯·韦尔斯巴赫在研究稀土元素的过程中，对元素分离的方法进行了改良：传统上，元素分离是通过分步沉淀等手段实现的；韦尔斯巴赫则引入了分步结晶法，并探索了不同溶剂-溶质体系下的分步结晶技术。1884年，韦尔斯巴赫将不纯的镨钕氧化物悬浮于硝酸镨钕的溶液中，利用镧氧化物与镨钕氧化物的碱性差异成功地除去了镨钕样品中的杂质镧，再结合分步结晶富集得到“纯”的镨钕盐。之后，他以浓硝酸为溶剂，对提纯后的复盐硝酸镨钕铵进行进一步的分步结晶。历经极度费时费力的百余次分步结晶后，韦尔斯巴赫最终于1885年成功地将镨钕盐拆分为二，并以光谱学手段证实其确为两种不同元素的盐。韦尔斯巴赫将盐为绿色者命名为“镨”（英語：Praseodidymium，意为绿色的镨钕）；盐为浅紫色者则命名为“钕”（英語：Neodidymium，即新的镨钕）。该成果随即发表于当时较为冷门的刊物《化学月刊》（德語：Monatshefte für Chemie）之上。1890年，白田道夫在不了解韦尔斯巴赫的工作的情况下独立重现了这一结果；镨钕“分家”自此得以确证。
镨钕虽被证实非单一元素，但镨钕这一旧名在矿物学、玻璃工业等领域仍然沿用至今，用以代指以镨和钕为主要成分的稀土元素混合物。

## 生产与用途

### 工业生产

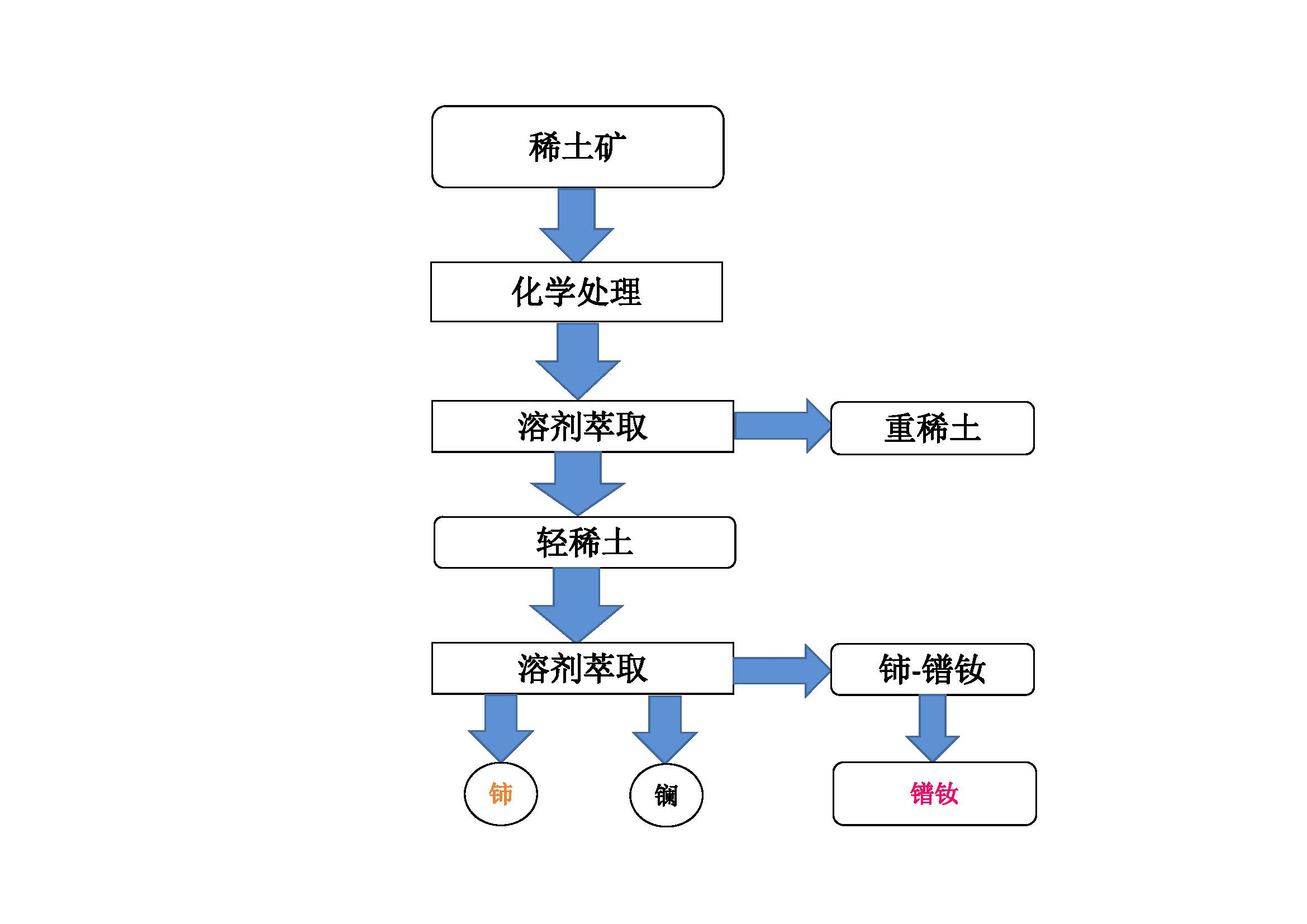
一种镨钕提取工艺，出自

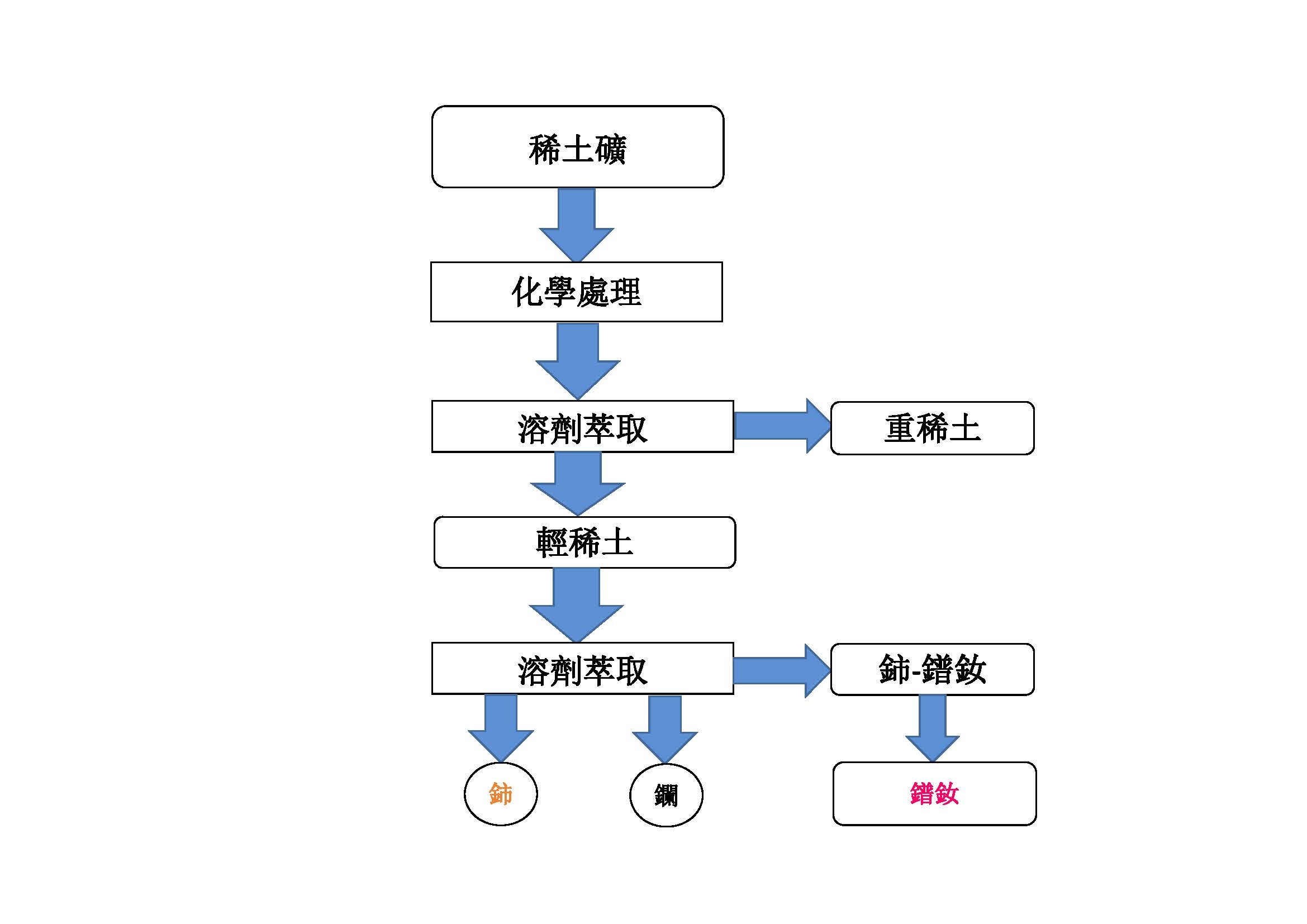
一種鐠釹提取工藝，出自

在稀土工业中，某些轻稀土矿料（如独居石矿）提炼铈和镧后，残余的稀土混合物即为镨钕；这种分离可藉由溶剂萃取工艺实现。金属镨钕则可通过电解熔融的镨钕盐（如无水氯化镨钕）或氧化物生产。

### 光学用途

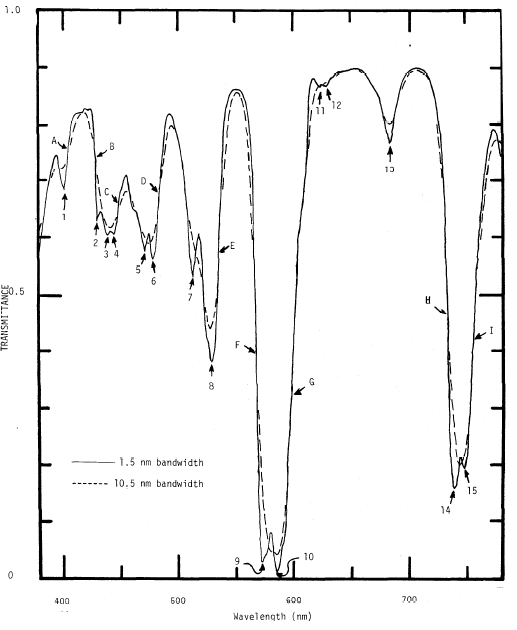
镨钕玻璃的吸收光谱，出自

镨钕化合物可选择性地吸收可见光谱的黄光部分，对部分红外波段也有一定的吸收；此种光学特性令其在若干领域有所运用：掺有镨钕的玻璃被用于制造玻璃吹制工和铁匠使用的护目镜。该种护目镜对钠黄光有强烈的吸收作用，可减轻工匠作业时长时间注视烈焰而导致的眼部伤害。
含镨钕的摄影滤光镜可起到光学带阻滤波器之作用，通过选择性滤除橙光使秋叶看上去更红，进而令秋景图片显得更有生机。这种滤镜也可用于夜景摄影，以部分缓和夜间钠灯造成的光污染。运用鈉光活動遮片法拍摄电影特效时，前景的照明光源即是以镨钕滤镜滤除钠光波段后的白炽光源。
镨钕玻璃长期用于高精度光谱仪的校准；该种校准方法的精度可达1纳米以下。此外，镨钕玻璃制成的反射镜曾在一战期间被海军用于传递信号。

### 磁性材料制造
镨钕可用于生产镨钕-铁-硼永磁材料。此种材料磁学性能与传统的钕-铁-硼材料相当，且因省去了镨-钕分离的成本，制造成本更为低廉，有望成为后者的廉价替代品。